# 新小卷蛾属
新小卷蛾属（学名：Olethreutes）是卷蛾科下的一个属。

## 下属物种
本属包括以下物种：
归入本属的物种：
- Phiaris turfosana (Herrich-Schäffer, 1851)